# Expresso de Tóquio

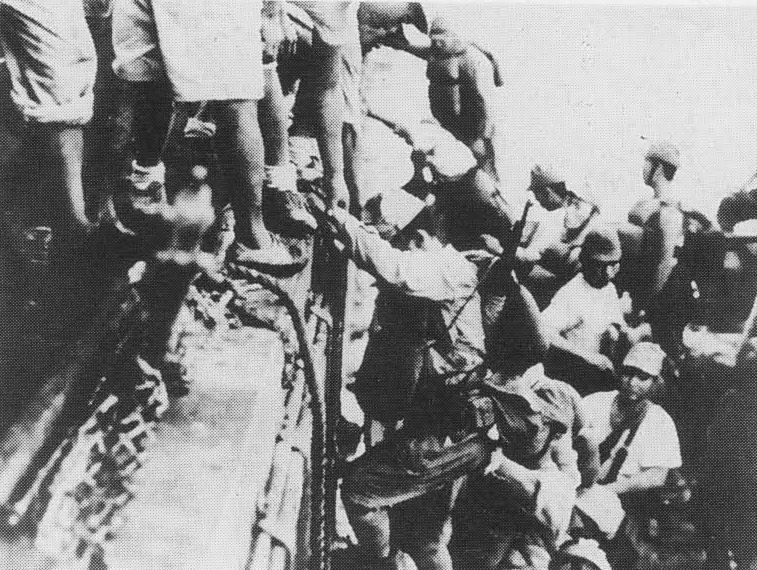
Soldados japoneses embarcando em um navio do "expresso de Tóquio".

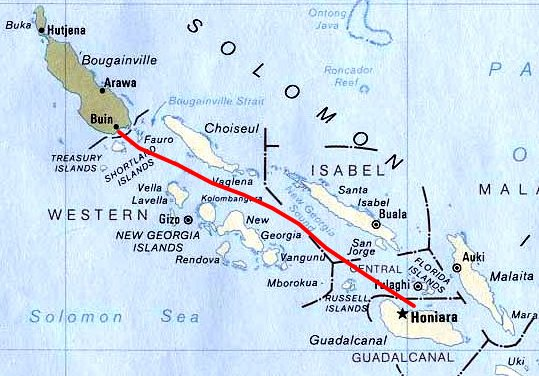
Em vermelho, a principal rota de transporte dos japoneses para Guadalcanal.

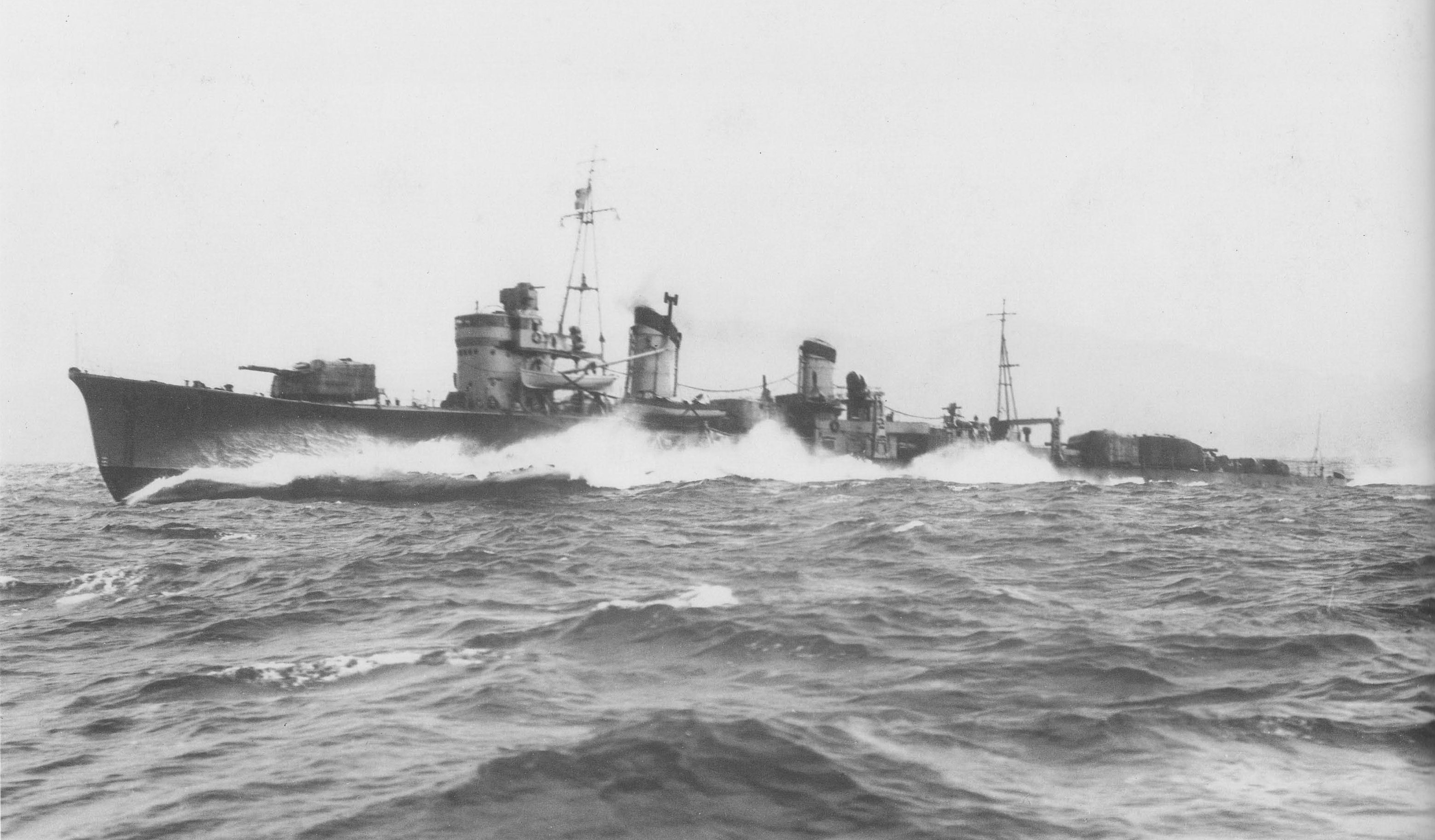
Um contratorpedeiro japonês utilizado no "expresso de Tóquio".

O Expresso de Tóquio (em inglês: Tokyo Express) era como as forças Aliadas se referiam ao uso de navios da marinha imperial japonesa que transportavam, a noite, pessoal, suprimentos e equipamentos para as tropas japonesas operando na região de Nova Guiné e nas Ilhas Salomão, mais conhecido durante a batalha de Guadalcanal, na campanha do Pacífico que aconteceu no contexto da Segunda Guerra Mundial. O transporte, que vinha regularmente, era feito principalmente por contratorpedeiros, submarinos e navios ligeiros. As rotas eram executadas durante a noite, pois na luz do dia os aviões americanos dominavam os céus.
O "expresso de Tóquio" ficou em funcionamento de agosto de 1942 a novembro de 1943, quando os americanos derrotaram os japoneses e os expulsaram de Guadalcanal.